# 盧欽齊
49°20′58″N 24°38′31″E / 49.34944°N 24.64194°E
盧欽齊（烏克蘭語：Лучинці），是烏克蘭西部的村莊，隸屬伊萬諾-弗蘭科夫斯克州的伊萬諾-弗蘭科夫斯克區。該村始建於1475年，面積15.14平方公里，2001年人口1,192，人口密度每平方公里78.7人。